# 忠武军节度使
忠武军节度使，為唐朝、五代、金朝在今河南省中部设立的節度使。
759年四月，设立陈郑亳节度使，九月，改为陈颍亳申节度使。
786年七月，设立陈许节度使，治许州。804年四月，建号忠武军，下辖许州、陈州。817年，增加溵州，818年，增加蔡州，822年，罢溵州。889年三月，治陈州。894年，增加汝州。900年汝州归佑国军节度使。901年复治许州。后梁改为匡国军，后唐恢复忠武军。1128年，金军攻陷宋颍昌府，降为许州，伪齐、金在此设昌武军节度使，辖许州、钧州。

## 歷任
唐朝：
- 鲁炅（759年）
- 王仲升（759年—？）
- 曲环（787年—799年）
- 上官涚（799年—803年）
- 刘昌裔（803年—813年）
- 韩皋（813年—814年）
- 李光颜（814年—818年）
- 马总（818年）
- 李光颜（818年—819年）
- 郗士美（819年）
- 李逊（819年—821年）
- 李光颜（821年—825年）
- 王沛（825年—827年）
- 高瑀（827年—832年）
- 王智兴（832年—833年）
- 高瑀（833年—834年）
- 杜悰（834年—835年）
- 李听（835年，未到任）
- 杜悰（835年—837年）
- 殷侑（837年—838年）
- 王彦威（838年—840年）
- 王茂元（840年—843年）
- 王宰（843年—844年）
- 刘沔（844年—845年）
- 李执方（845年—846年）
- 卢简辞（846年—847年）
- 高铢（847年—852年）
- 王逢（853年—855年）
- 马植（855年—857年）
- 裴识（857年—859年）
- 李福（861年）
- 孔温裕（咸通初年）
- 刘异（864年—867年）
- 李琢（867年—869年）
- 曹汾（869年—873年）
- 杜审权（874年—875年）
- 郑鲁（875年—876年）
- 崔安潜（876年—878年）
- 薛能（878年—880年）
- 周岌（880年—884年）[1]
- 鹿晏弘（884年—886年）
- 崔安潜（887年—？）
- 杨守宗（887年）
- 王蕴（888年）
- 赵犨（889年）
- 赵昶（889年—898年）
- 赵珝（898年—901年）
- 韩建（901年—904年）
- 朱全忠（904年）
- 张全义（904年）
- 张慎思（904年—905年）
- 冯行袭（906年—907年）

後梁（匡國，許州）：
- 馮行襲（907年—910年）
- 李珽（910年）
- 韓建（910年—912年）
- 韓勍（912年）
- 朱友璋（912年—914年）
- 王檀（914年—916年）
- 罗周敬（916年—918年）
- 谢彦章（918年）
- 朱珪（918年—919年）
- 王彥章（919年—921年）
- 溫昭圖（921年—923年）

後梁（忠武，同州）：
- 刘知俊（907年—909年）
- 刘鄩（909年）
- 牛存节（909年—913年）
- 程全晖（917年—918年）
- 朱令德（918年—920年）
- 朱友谦（920年）

後唐之后：
- 溫韜（921年—923年）
- 李绍冲（923年—924年）
- 李令锡（924年—926年）
- 张全义（926年）
- 陶玘（926年）
- 夏鲁奇（926年—927年）
- 孔循（928年—930年）
- 张延朗（930年）
- 李从温（930年—931年）
- 冯赟（931年—932年）
- 孟鹄（932年—933年）
- 李从昶（933年—935年）
- 赵延寿（935年—936年）
- 苌从简（936年—937年）
- 刘知远（937年—938年）
- 杜重威（938年—940年）
- 安审信（940年—941年）
- 赵在礼（941年—943年）
- 李从温（943年—944年）
- 符彦卿（944年—945年）
- 李从温（945年）
- 安审琦（945年—946年）
- 冯晖（946年）
- 石重睿（946年）
- 刘晏僧（947年）
- 史弘肇（947年）
- 刘信（947年—950年）
- 何福进（951年）
- 武行德（951年）
- 郭从义（953年—954年）
- 李重进（954年）
- 王彦超（954年—956年）
- 韩通（956年—958年）
- 赵匡胤（958年—959年）
- 张永德（959年—960年）
- 高怀德（960年—961年）
- 武行德（961年—965年）
- 王全斌（965年—967年）
- 宋偓（967年—970年）
- 王审琦（970年—974年）
- 曹彬（976年—977年）

金朝（昌武）：
- 李成（1137年—1138年）

1138年—1140年許州為南宋所有。
- 韩常（1140年）
- 赤盞暉（1149年—1150年）
- 陁满讹里也（1150年—1153年）
- 乌延蒲辖奴（1153年—1160年）
- 仆散浑滩（1160年—1161年）
- 乌古论思鲁虎（1161年—1162年）
- 完颜撒改（1162年）
- 高侯（1162年）
- 完颜蒲查（1162年—1164年）
- 萧阿毋剌（1165年—1166年）
- 王祥（1166年—1168年）
- 徒单阿排（1168年—1170年）
- 蒲察阿故迭（1170年—1173年）
- 乌延查剌（1173年—1176年）
- 温迪罕建河（1176年—1177年）
- 粘割斡特剌（1177年—1180年）
- 石抹吉祥奴（1180年—1183年）
- 高景蠻（1183年—1184年）
- 完顏宗真（1184年—1186年）
- 完颜蒲鲁虎（1186年—1188年）
- 奥里守中（1188年）
- 移剌訓（1188年—1190年）
- 蒲察守纯（1190年—1195年）
- 白璋（1195年—1198年）
- 蒙括英（1198年—1201年）
- 女奚烈几（1201年—1204年）
- 仆散回烈（1204年—1205年）
- 完颜闹懒（1205年—1208年）
- 蒲察真（1208年）
- 徒单铎（1208年—1209年）
- 乌古孙兀屯（1209年—1211年）
- 奥屯襄（1211年—1212年）
- 纥石烈中（1212年—1213年）
- 纥石烈换僧（1213年—1214年）
- 完顏定奴（1214年—1216年）
- 纥石烈掃舍（1216年）
- 完顏從正（1216年—1217年）
- 把古咬住（1217年）
- 徒单镐（1217年）
- 徒单塔懒（1217年）
- 纳坦谋嘉（1217年—1218年）
- 温迪罕达（1218年—1219年）
- 石盏女鲁欢（1219年—1220年）
- 斡勤阿里罕（1220年）
- 移剌貞（1220年—1223年）
- 河盏女鲁（1223年—1224年）
- 完颜陈儿（1224年）
- 完颜承之（1224年—1225年）
- 尼龐屈安仁（1225年—1228年）
- 完顏文鬱（1228年—1230年）
- 元林答胡鲁（1230年—1231年）
- 粘葛仝周（1231年）
- 古里甲石伦（1231年—1232年）
- 韓琇（金末，遙領）